# 格兰特·康奈尔
格兰特·康奈尔（英語：Grant Connell，1965年11月17日—），加拿大男子网球运动员，1986年成为职业球手。他曾代表加拿大参加1988年和1996年夏季奥林匹克运动会网球比赛。他于1997年退役。